# 常総地方広域市町村圏事務組合
常総地方広域市町村圏事務組合（じょうそうちほうこういきしちょうそんけんじむくみあい）は、茨城県常総市、つくばみらい市、取手市、守谷市で構成される一部事務組合。ここでいう常総とは常総市のことではなく、旧常陸国と旧下総国に跨っていることから付けられた地域名のことである。

## 概要
常総地方広域市町村圏は、茨城県南西部、東京都心から30km〜55km圏に位置する総面積264.41km2、人口約25万人の圏域である。常総地方広域市町村圏事務組合では、その圏域において、消防組合、福祉センター、ごみ処理、運動公園の運営を行っている。
複数の市町村に跨っている事務組合であるものの、常総市が県西地域で、その他が県南地域であること、取手市がJR常磐線沿線での繋がりが強い一方、守谷市、つくばみらい市がつくばエクスプレス沿線での繋がりが強いことなど、各市町村がまとまって一体的なエリアを形成しているわけではない。
- 事務局：茨城県守谷市野木崎2522番地
- 消防本部 - 常総市水海道山田町字山田808番地
- 常総運動公園 - 守谷市野木崎4700番地
- 常総環境センター - 守谷市野木崎5020番地

## 常備消防事務

### 概要
- 消防本部：茨城県常総市水海道山田町字山田808番地
- 管内面積：238.29km2
- 職員定数：251人
- 消防署3カ所、出張所5カ所
- 主力機械（2020年4月1日現在）
  - 普通消防ポンプ自動車：4
  - 水槽付消防ポンプ自動車：8
  - はしご付消防ポンプ自動車：1
  - 救助工作車：2
  - 化学消防自動車：1
  - 救急自動車：9
  - 指揮車：2
  - 司令車：1
  - 広報車：10
  - 資機材搬送車：2
  - 災害支援車：1
  - ボートトレーラー：1
  - 連絡車：3
  - 輸送バス：1

### 沿革
- 1972年3月31日　常総地方広域市町村圏事務組合が設立される。
- 1977年4月1日　常総地方広域市町村圏事務組合消防本部が発足し、水海道消防署・守谷出張所・谷和原出張所を開設する。
- 1980年12月18日　水海道消防署北出張所が業務を開始する。
- 1984年8月1日　守谷出張所を廃止し、新たに守谷消防署を開設する。
- 1987年4月1日　谷和原出張所を廃止し、新たに谷和原消防署を開設する。
- 1990年4月1日　消防本部・水海道消防署が新庁舎にて業務を開始する。
- 1992年4月1日　守谷消防署南守谷出張所が業務を開始する。
- 1995年4月1日　水海道消防署絹西出張所が業務を開始する。
- 1997年4月1日　谷和原消防署東部出張所が業務を開始する。
- 2000年7月5日　潜水救助隊が発足する。
- 2006年3月27日　谷和原村が伊奈町と合併しつくばみらい市が発足したことに伴い、伊奈町消防本部を統合する。伊奈町消防署をつくばみらい消防署とし、谷和原消防署をつくばみらい消防署谷和原出張所・谷和原消防署東部出張所をつくばみらい消防署東部出張所とする。
- 2011年
  - 1月1日　水海道消防署に高度救助隊（R2）を設置する。
  - 3月11日　東日本大震災を受けて福島県に緊急消防援助隊を派遣する。

### 消防署
- 消防本部：常総市水海道山田町字山田808番地
- 常総市の旧石下町域は茨城西南広域消防本部が管轄している。
- 取手市は単独で取手市消防本部を設置している。

| 消防署             | 住所                            | 出張所                                                             |
| ------------------ | ------------------------------- | ------------------------------------------------------------------ |
| 水海道消防署       | 常総市水海道山田町字山田808番地 | 北：常総市大生郷町字上口2631番地1 絹西：常総市菅生町字上野3129番地 |
| 守谷消防署         | 守谷市御所ケ丘四丁目1番地2      | 南守谷：守谷市みずき野一丁目16番地1                                |
| つくばみらい消防署 | つくばみらい市福田759番地       | 谷和原：つくばみらい市加藤507番地2 東部：つくばみらい市台628番地4  |

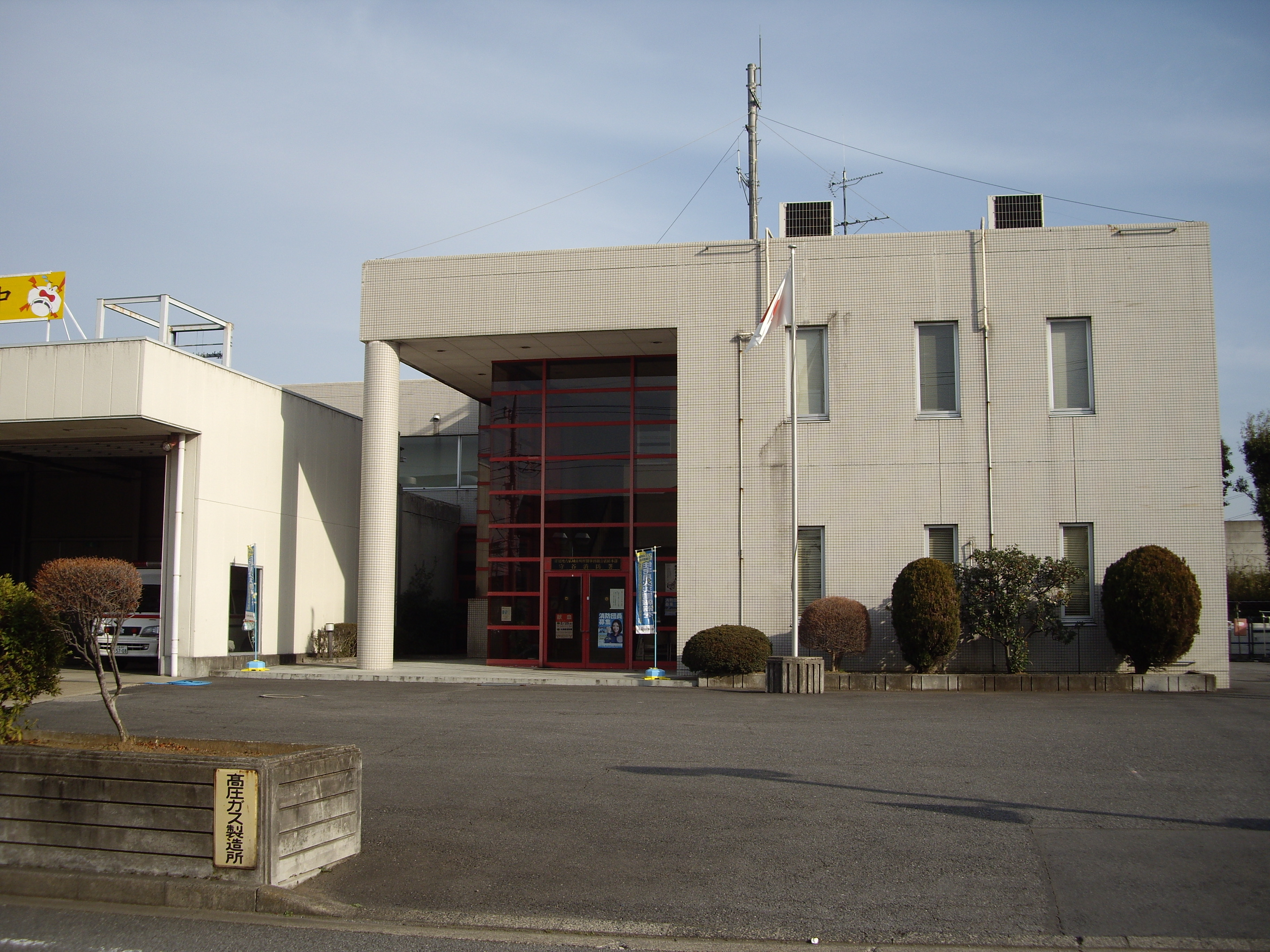
守谷消防署
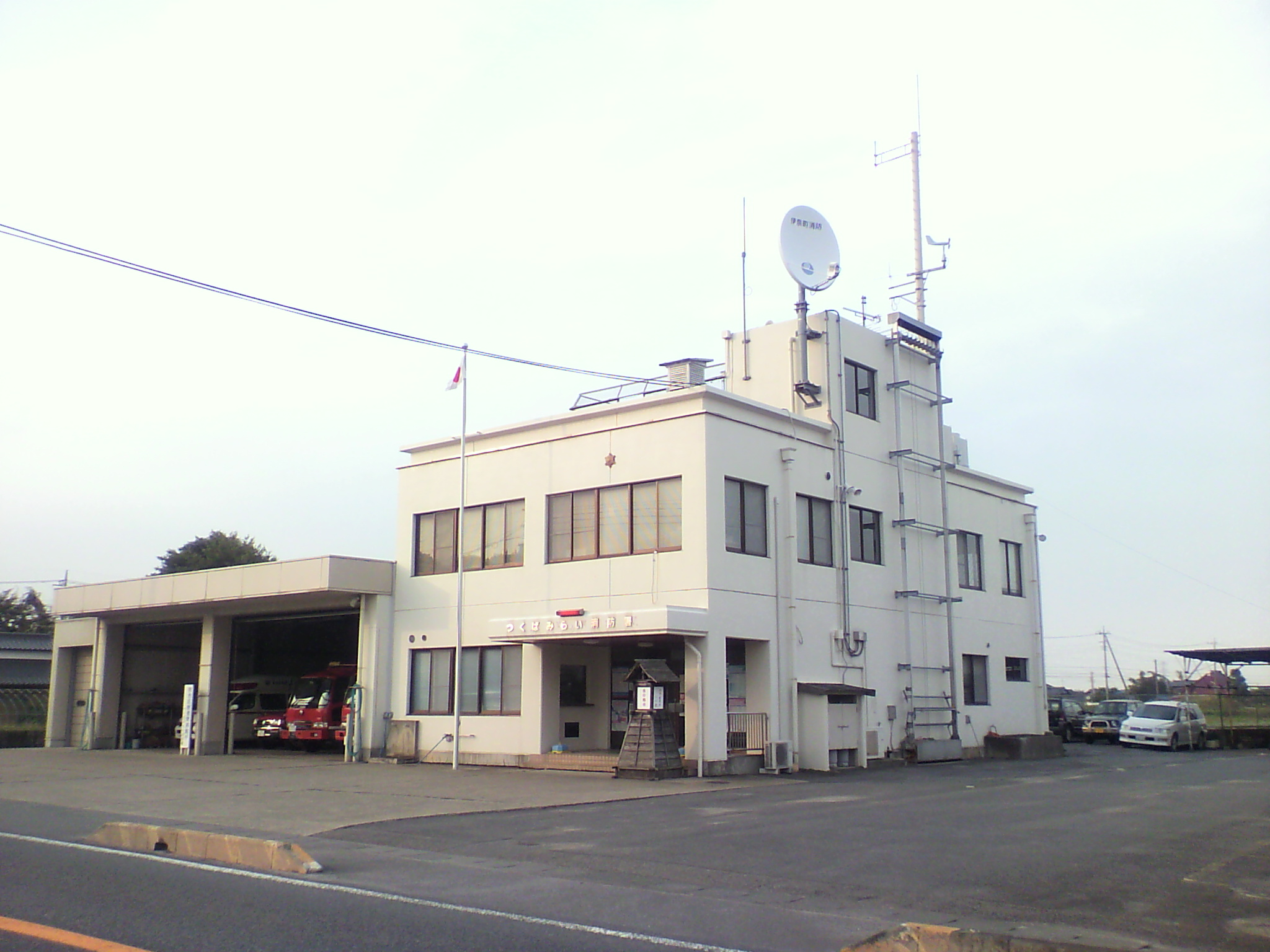
つくばみらい消防署